# Charaxes castoroides
Charaxes castoroides är en fjärilsart som beskrevs av Edward Bagnall Poulton 1926. Charaxes castoroides ingår i släktet Charaxes och familjen praktfjärilar. Inga underarter finns listade i Catalogue of Life.